# شتويك (تشيشير)
شتويك (بالإنجليزية: Shotwick)‏ هي قرية و أبرشية مدنية تقع في المملكة المتحدة في Wirral Peninsula.

## معرض صور

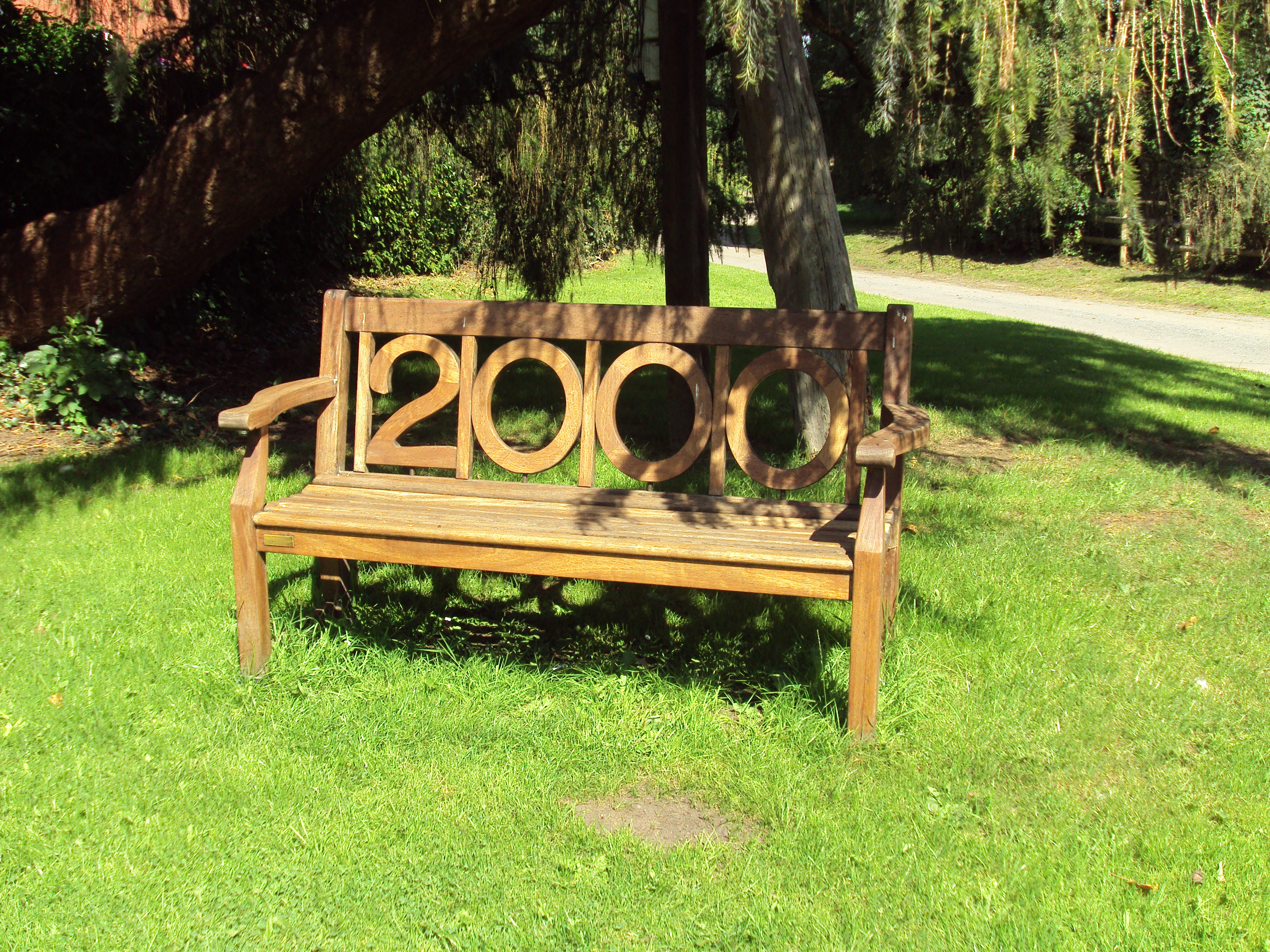
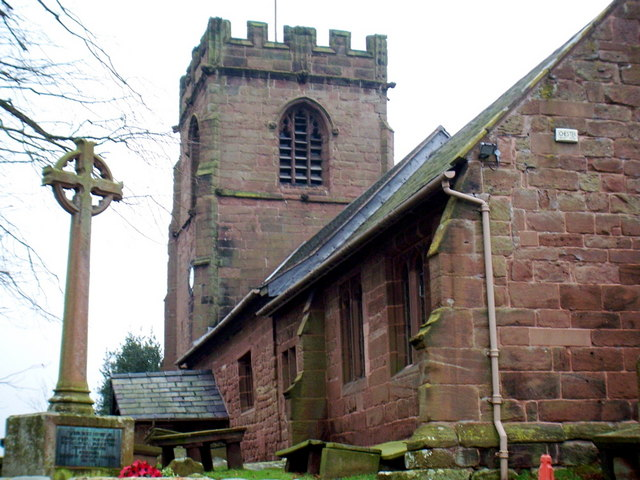
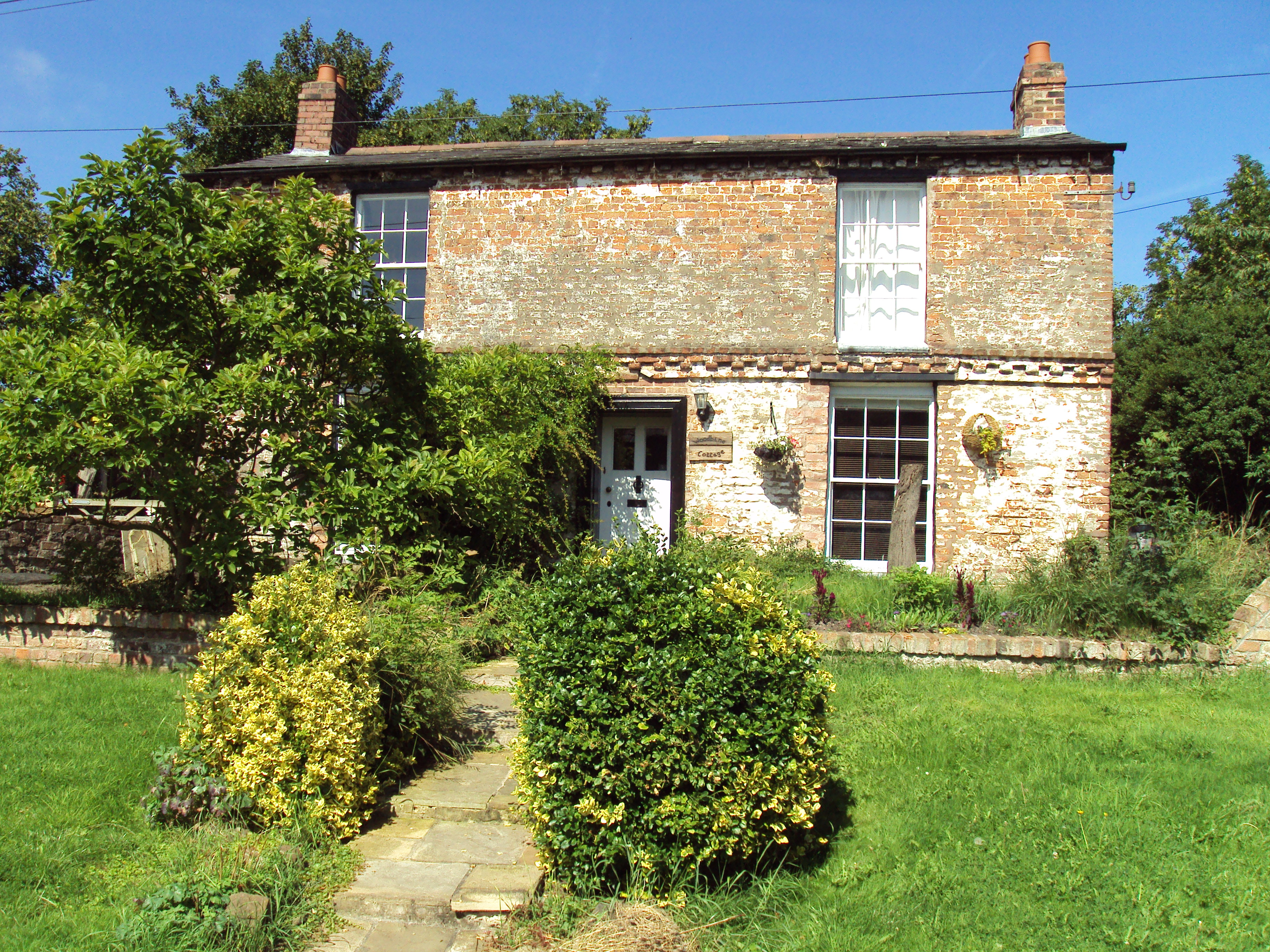